# Dendrobium bellatulum
Dendrobium bellatulum — вид многолетних трявянистых растений семейства Орхидные, или Ятрышниковые (Orchidaceae).
Китайское название: 矮石斛 (ai shi hu).

## Ареал, экологические особенности
Китай (юг Юньнань), северо-восток Индии, Лаос, Мьянма, Таиланд, Вьетнам.
Эпифит на стволах деревьев в светлых лесах на высотах 1200—2100 метров над уровнем моря, согласно другому источнику 700—2100 метров над уровнем моря.
Относится к числу охраняемых видов (II приложение CITES).

## Биологическое описание
Миниатюрные симподиальные вечнозелёные или листопадные растения.
Псевдобульбы короткие и толстые, веретенообразной или булавовидной формы, длиной 2—5 см, 3—18 мм в диаметре с многочисленными продольными рёбрами, неразветвлённые, с 2—5 узлами. Междоузлия 5—10 мм. В верхней части 2—4 листа.
Листья продолговатые или яйцевидно-ланцетные, 1,5—4 × 1—1,3 (или более) см, кожистые, в молодом возрасте с обеих сторон покрыты чёрными волосками. Концы листьев тупые, неравномерно двулопастные.
Соцветия обычно одиночные, 1—3-цветковые.
Прицветники яйцевидно-ланцетные, 7—10 мм. Цветоножки и завязи около 2,5 см. Цветки ароматные. Чашелистики и лепестки белые. Губа золотисто-жёлтая, внутри оранжево-красная. Парус примерно 25 × 10 мм, с 7 жилками, на конце заострённый, боковые чашелистики 25 × 10 мм, 7- или 8-жильные, на вершине заострённые. Лепестки около 30 мм, с 5 жилками. Колонка около 5 мм.

## В культуре
Температурная группа — тёплая.
Посадка на блок при наличии высокой относительной влажности воздуха и ежедневного полива, а также в горшок или корзинку для эпифитов. Субстрат не должен препятствовать движению воздуха. Состав субстрата — сосновая кора средней и крупной фракции. Между поливами субстрат должен просыхать полностью.
Во время вегетации полив обильный. Период покоя с осени по весну. В это время сокращают полив и снижают температуру воздуха.
Освещение: яркое рассеянное (около 50% прямого солнечного света).